# Уральский 2-й казачий полк
2-й Уральский казачий полк — казачий кавалерийский полк Русской императорской армии.

## Формирование и дела полка
7 марта 1879 года в городе Самарканде сформирован из Уральских сотен 4-го и 5-го Сводных Оренбургско-Уральских казачьих полков — Уральский полк. По Высочайшему повелению 22 мая 1879 года полк получил наименование «2-й Уральский казачий полк».
16 мая 1880 года 4, 5, 6-я сотни 2 Уральского казачьего полка под начальством командира сводного Оренбурго-Уральского казачьего дивизиона подполковника Гуляева А. Л., выступили из города Самарканда в Петро-Александровск на усиление войск Аму-Дарьинского отдела.
В последних числах октября 1880 года в Петро-Александровске был сформирован под начальством подполковника Куропаткина А. Н. Туркестанский действующий отряд в составе: 3 рот, 5-й сотни 2 Уральского казачьего полка и Оренбургской сотни (последние две под начальством подполковника Гуляева А. Л.). 12 ноября отряд выступил в Ахал-Текинскую экспедицию. 8 декабря отряд прибыл в Бами, соединившись и войдя в состав Ахал-Текинской экспедиции генерала Скобелева М. Д.. 20 декабря 5-я сотня 2-го Уральского казачьего полка, в составе колонны подполковника Куропаткина, заняли с боя укрепление «Янги-Кала», а 22 декабря также с боя укрепление «Правофланговая Кала». Осада Геок-Тепе продолжалась до 12 января 1881 года, когда был произведён штурм крепости, сотня в числе первых заняла её. При штурме Геок-Тепе 12 января убиты: сотник Кунаковсков, казаки Тетиков, Жагулин и 6 уральских казаков ранено.
12 февраля 1881 года 5-я сотня в составе Туркестанского отряда выступила обратно в Петро-Александровск. За время этого похода, сотня понесла потери убитыми: 1 офицер, 1 урядник, 9 казаков и ранеными 15 казаков. Семь урядников и 15 казаков были награждены Знаками отличия военного ордена. Все офицеры также получили награды. Кроме того 5-я сотня Высочайше пожалована знаками отличия на папахи с надписью: «За штурм крепости Геок-Тепе 12 января 1881 года».
31 июля 1881 года все сотни возвратились к месту постоянной дислокации в город Самарканд.
По Высочайшему повелению 27 мая 1882 года 5-я и 6-я сотни были выделены из полка и командированы в столицу Войска — город Уральск в кадр, для сформирования 3-го Уральского казачьего полка.
В том же году Высочайше повелено знаки отличия на папахи, бывшим 1 и 3 Уральским отдельным сотням, «За Хивинский поход 1873 года» присвоить 1-й и 3-й сотням 2-го Уральского казачьего полка.
В 1884 году с целью увековечения геройского подвига казаков под Иканом пожалованы 4 сотне 2-го Уральского полка знаки отличия на головные уборы, при грамоте:

«Божиею Милостию Мы, Александр Третий, император и самодержец всероссийский, царь Польский, Великий князь Финляндский и прочая, и прочая, и прочая.
Нашему Уральскому казачьему № 2 полку.
В ознаменование особенного Монаршего благоволения нашего к подвигам мужества и храбрости, оказанным, находившеюся в 1864 году в составе гарнизона Туркестана, Уральскою казачьей сотнею, в деле против кокандцев 4,5 и 6 декабря 1864 года под Иканом, и для увековечения памяти этого блистательного дела в памяти Уральских казаков, Всемилостивейше жалуем 4-й сотне Уральского казачьего № 2 полка знаки отличия на головные уборы, с надписью: „За дело под Иканом 4,5 и 6 декабря 1864 года“ и повелеваем знаки сии носить по установлению.»
На подлинной собственною Его Императорского Величества рукою написано: «Александр». «В Гатчине 7 октября 1884 года».

В январе 1897 года 2-я и 3-я сотни были командированы к Афганской границе на Аму-Дарью, где содержали кордонную линию для предупреждения заноса со стороны Афганистана распространившейся там чумной заразы. Сотни возвратились в Самарканд в конце этого же года.
В мае 1898 года 2-я и 4-я сотни были по Высочайшему повелению командированы в город Андижан, для подавления возникшего волнения среди туземного населения, где они пробыли несколько месяцев.
В январе 1910 года полк (штаб, 1, 2 и 4 сотни) был командирован экстренно в город Бухару, по Среднеазиатской железной дороге, для восстановления спокойствия в городе Старой Бухаре, где под общим начальством генерала Лилиенталя Г. Г., вместе с пехотой занял цитадель столицы Бухарского эмирата.
Отряд быстро справился с возложенной задачей и в том же месяце снова вернулся в Самарканд, оставив первоначально в гарнизоне при железнодорожной станции Старая Бухара, а потом в городе Новая Бухара 4 сотню, которая возвратилась в полк в июле 1910 года. Служба отряда, в том числе и полка, отмечена в приказе Туркестанскому военному округу 25 января за № 30 так:

«Начальник Главного Штаба телеграммой от 23 сего января за № 105 сообщил, что по Всеподданнейшему докладу телеграммы о службе и поведении наших войск, командированных для восстановления спокойствия в г. Старую Бухару, Государю Императору благоугодно было Высочайше начертать следующее: „Выражаю моё спасибо войскам командированным в Старую Бухару. Поздравляя командированные в Старую Бухару части войск со столь высокую оценкою их службы нашим верховным вождём, я счастлив объявить об этой монаршей милости всем войскам округа“».

В 1891 году, в память 300-летнего юбилея Уральского казачьего войска, полку было пожаловано знамя, вновь утверждённого образца. Знамя это состояло из двойного, малинового, шёлкового полотна четырёхугольной формы; на одной из сторон полотна — было изображение Святого Архистратига Михаила и на обратной — вензелевое изображение имени Императора Александра III, в царствование которого знамя было даровано полку. Древко чёрное, увенчанное серебряным крестом. Знамя пожаловано при грамоте:

«Божиею Милостию Мы, Александр Третий, император и самодержец всероссийский, царь Польский и Великий князь Финляндский и прочая, и прочая, и прочая.
Нашему Уральскому казачьему № 2 полку.
По случаю исполнившегося ныне трёхсотлетнего существования Уральского казачьего войска и в знак особого Монаршего благоволения Нашего за доблестную боевую службу сего войска, Высочайшею грамотою данною Нами сего числа Уральскому казачьему войску, Всемилостивейше жалуем Мы названному войску по числу выставляемых им в военное время девяти конных полков девять знамён из коих одно № 2 Уральскому казачьему полку. Повелеваем: знамя сие, освятив по установлению, употреблять на службу Нам и Отечеству с верностью и усердием, Российскому воинству свойственными».
На подлинной собственною Его Императорского Величества рукою написано: «Александр».
«В Петергофе 9-го июля 1891 года».

Кроме знамени, святыни полка составили два полковых образа: первый — Рождество и Введение во храм пресвятой Богородицы, сооружённый ещё в день сформирования 4-го сводного полка 24 июня 1874 года и второй образ Святого Архистратига Михаила и прочих бесплотных сил, сооружённый на добровольные пожертвования офицерских чинов полка в 1900 году.
Полковой праздник установлен в 1891 году, в день Святого Архистратига Михаила — 8 ноября.
Сотенные праздники: 1-й сотни — 23 апреля (Святой Великомученик Георгий Победоносец), 2-й сотни — 25 декабря (Рождество Господа Бога и Спаса нашего Иисуса Христа), 3-й и 4-й сотни — 6 декабря (Святитель Николай Архиепископ Мирликийский Чудотворец).
В 1896 году полк вошёл в состав вновь образованной Туркестанской отдельной бригады, а в 1900 году, бригада была переформирована в 1-ю Туркестанскую казачью дивизию, вошедшую в состав 1-го Туркестанского армейского корпуса.
23 июля(05 августа) 1914 года, полк в числе 19 штаб и обер-офицеров и 606 шашек, при 8 пулемётах, выступил из г.Самарканда и был перебазирован по железной дороге в Польшу, где с августа 1914 года в составе части 1-й Туркестанской казачьей дивизии, вошёл в состав Сводного армейского корпуса 10-й Армии Северо-Западного фронта. Отличился в ходе Второй Праснышской операции в феврале 1915 г. в составе Туркестанской казачьей бригады. В апреле 1916 г. Туркестанская казачья бригада пополнена 1-м Астраханским и 52-м Донским казачьими полками и переформирована во 2-ю Туркестанскую казачью дивизию.

## Список станиц полкового округа
- Бударинская,
- Глиненская,
- Лбищенская,
- Калмыковская,
- Каменская,
- Кармановская,
- Мергеневская,
- Сахарновская,
- Сламихинская,
- Скворкинская,
- Чаганская,
- Чижинская.

## Полковая униформа

### Форма
При общей казачьей форме полк носил: мундир, чекмень, тулья - тёмно-синий, околыш, погон, лампас, колпак папахи, клапан — пальто, шинели, выпушка — малиновый. Металлический прибор — серебряный.

## Знаки отличий
1. Полковое знамя — простое „1591 — 1891“ с Александровской юбилейной лентой, пожалованное 1891 г Июля 9.
2. Знаки отличие на головные уборы:
3. „За отличие в Хивинском походе в 1873 году“ в 1-й и 3-й сотнях, пожалованные 1882 г. Марта 12, (первоначально были пожалованы 1-й и 3-й сотням Уральского казачьего войска  1875 г. Апреля 17),
4. „За отличие в деле под Иканом, 4,5 и 6 Декабря 1864 года“ в 4-й сотне, пожалованные 1884 г. Октября 7.
5. Одиночные белевые петлицы на воротнике и обшлагах мундиров нижних чинов, пожалованные 1908 г. Декабря 6 .

## Командиры полка
- 1879—1882 полковник Хорошхин, Пётр Северьянович
- 1882—1887 полковник Гуляев, Александр Лазаревич
- 28.01.1887—25.10.1899 полковник Жигалин, Владимир Иванович
- 02.12.1899 - 20.06.1900 полковник Михайлов, Николай Иванович
- 05.08.1900 - 23.02.1904 полковник Мартынов, Николай Патрикеевич
- 15.03.1904 - 27.02.1908 полковник Кудрявцев, Михаил Михайлович
- 30.03.1908—17.01.1915 полковник Паленов, Иван Иванович
- 13.02.1915—16.12.1916 полковник Скворкин, Василий Иванович
- 13.03.1917—1917 полковник Щепихин, Сергей Арефьевич

## Известные люди, служившие в полку
- Толстов, Владимир Сергеевич